# Франк, Рудольф
Рудольф Франк (нем. Rudolf Frank; 16 сентября 1886, Майнц — 25 октября 1979, Базель) — немецкий и швейцарский актёр и режиссёр, журналист и писатель.

## Биография
Родом из еврейской семьи. Изучал право, однако решил посвятить себя театральной карьере. Играл в Хофтеатре (Майнинген), Франкфуртском Новом театре (de:Neues Theater (Frankfurt am Main)), Мюнхенском камерном театре (de:Münchner Kammerspiele), гастролировал за рубежом. До начала 1930-х гг. часто публиковал фельетоны, также автор молодёжного романа «Череп африканского вождя Макауа» («Мальчик, который забыл свой день рождения»).
После прихода к власти нацистов ему было запрещено заниматься актёрско-режиссёрской деятельностью, однако какое-то время он обходил этот запрет, работая под псевдонимами. Кроме того, снялся в нацистском пропагандистском фильме «Штурмовик Бранд» в роли еврея-промышленника. В 1936 г. благодаря покровительству великого герцога Эрнста Людвига Гессен-Дармштадтского и актёра Отто Лаубингера эмигрировал в Австрию, откуда, вскоре после аншлюса, эмигрировал в Италию, а затем в Швейцарию, где получил разрешение на работу и зарабатывал переводами книг. После 1945 г. решил остаться в Базеле, где в 1948 г. получил постоянный вид на жительство и продолжил деятельность в области литературного перевода и театральной критики.

## Семья
В 1918 г. женился на Оттилии Миттендорф, которая в следующем году родила ему дочь. Брак был расторгнут в 1927 году.
В 1929 г. его женой стала художница Анна Амелия Смолл (ум. 1977, Тель-Авив), от которой родились два сына (1930 и 1936).